# Александра Ковач
Александра Ковач (Београд, 30. септембар 1972) српска је композиторка, текстосписатељица, аранжерка, продуценткиња и певачица, која је каријеру започела средином деведесетих година 20. века. Касније почиње да гради другачији музички и визуелни израз, инспирисан соул легендама као што је Арета Френклин. Прва је добитница МТВ награде из Србије. Одликована је Орденом Карађорђеве звезде трећег степена за заслуге на пољу музичке и филмске уметности, 2024. године.

## Биографија
Александра је ћерка композитора Корнелија и текстосписатељице Споменке Ковач.
Када јој је било петнаест година, Александра је започела своју музичку каријеру у Великој Британији и потписала уговор са менаџмент кућом Мисменаџмент. Пуних пет година, Александра је сарађивала са светским продуцентима и музичарима, као што су Дерек Брембл, Род Арџент, Питер Ван Хук, Џон Дејвид и други. Као предгрупа и пратећи вокал певачу Еролу Брауну из групе Хот чоколет наступала је широм Велике Британије на његовој турнеји 1993. године. Након повратка у Београд две године касније, објављује албум првенац „К2” са сестром Кристином, са којом је претходно певала пратеће вокале Беби Дол, представници СФР Југославије на Песми Евровизије 1991. у Риму. Преко ноћи стиче огромну популарност широм региона, са преко 100.000 продатих албума. Након још два албума, од којих је један издала светска издавачка кућа ЕМИ Спејн у Шпанији, група „К2” прекида рад.
Одлучила је да настави солистичку каријеру, на само као кантауторка, већ и као аранжерка и музичка продуценткиња. Удружује снаге са музичким продуцентом Романом Горшеком, некадашњим чланом рок састава „Плејбој”, са којим оснива компанију − „РАпродукција”, која се бави музичком и видео-продукцијом, подршком младих талената и вокалном педагогијом. РАпродукција издаје Александрин макси-сингл You and me 2001. године, а четири године касније и њен први солистички албум „Мед и млеко”, који јој доноси МТВ награду 2006. године за најбољег Адрија извођача на Европским МТВ наградама у Копенхагену. РАпродукција наставља своју издавачку делатност издањима „У мојој соби”, „Београдски глас 10” и „Београдски глас 11”.
Упоредо са развојем своје кантауторске каријере, Александра је сарађивала са највећим музичким именима региона (Нина Бадрић, Александра Радовић, Габи Новак, Жељко Самарџић, Шабан Шаулић, Борис Новковић, Горан Каран, Deen, Северина), за које је компоновала песме и продуцирала музичке албуме.
Поред многобројних позоришних представа за које је награђивана у Србији („Бура”, „Мирис кише на Балкану”, „Доручак код Тифанија”, „Нана”, „Капетан Џон Пиплфокс”), компоновала је музику и за оф-Бродвеј представу „Џеки и Мерилин” која је 2014. године имала своју премијеру у Лајон театру у Њујорку. Радила је музику за многобројне маркетиншке кампање великих брендова (Кока-кола, Вип мобајл, Телеком Србија, Горење). Кратки анимирани филм Separate lives, за који је писала музику и Александра као део ауторског тима су 2015. године номиновани за престижну британску награду BAFTA Scotland New Talent Award. Филм је такође номинован 2014. године за „Најбољу нову британску анимацију” на Единбуршком међународном филмском фестивалу. Александра је номинована и за European Talent Award на симпозијуму филмске музике у Келну, Soundtrack Cologne, 2013. године.
Александра Ковач и Роман Горшек су композитори музике за ТВ серије „Убице мог оца”, „Државни службеник”, „Певачица”, „Случај породице Бошковић”. Компоновали су и продуцирали музику за филмове „Заспанка за војнике” и „Дара из Јасеновца” Предрага Гаге Антонијевића, српски кандидат за награде Оскар и Златни глобус, 2021. године, као и филм „Шавови”, редитеља Мише Терзића, који је награђен са две награде на 69. Берлинском фестивалу.
Ауторка је насловних песама серија и филмова „Немам више никога”, „Богиња”, „Најдужа ноћ”, „Неко чека на тебе”.
Чланица је The Society of Composers and Lyricists, престижног америчког удружења филмских композитора, као и Alliance for Female Film Composers.
Позната је као филантропкиња и већ годинама учествује у хуманитарним и добротворним акцијама, па је тако 2012. године постала и амбасадорка кампање „1 in 5” Савета Европе и Инцест траума центра из Београда, која се бори против насиља над децом. За потребе ове кампање написала је потресну и инспиративну композицију „Прекинимо ћутање” (Stop the silence), коју је у септембру 2012. године извела у Савету Европе у Стразбуру, а пар месеци касније у Риму на међународној конференцији Савета Европе - The role of international cooperation in tackling violence against children.
Компоновала је композиције за многобројне добротворне кампање: Министарство за омладину и спорт РС − кампања „Играј за живот”; Фондација Ана и Владе Дивац / ЕФГ банка − кампања „Велико срце за мале људе” за обнову обданишта широм Србије. Била је учесница кампање Министарства здравља РС у борби против рака грлића материце − „Кажи свима које волиш” и трчала је у хуманитарне сврхе на Единбуршком маратону за организацију World Child Cancer, као и на Београдском маратону за добротворну организацију Bellhospice.
Она је дипломирана теоретичарка уметности и музичка педагошкиња, као и магистарка науке Единбуршког универзитета из области филмске композиције. На тему филмске музике, као гостујући предавач, одржала је предавања на Америчком универзитету у Бејруту, САЕ Институту у Београду, Академији драмских уметности у Загребу, Факултету музичке уметности у Београду, као и на Педагошком форуму 2014. и 2015. године у Београду. Њени радови су објављени у стручним међународним музичким часописима New Sound и New Theories, филмском часопису „Кинотека”, који објављује Југословенска кинотека, као и публикацији Педагошког форума. Александра је члан СОКОЈ-а у Србији, ХДС-а у Хрватској и СТИМ-а у Шведској. Поред матерњег српског, течно говори енглески и шпански језик.

## Дискографија

### К2
- К2 (1995, Комуна)
- Мало соула (1996, Комуна)

### Самостална издања
- You and me (2001)
- Мед и млеко (2006, Комуна)
- У мојој соби (2009)
- Cotton 100% (2016)

### Синглови
- (2001)
- Ти (2006)
- (2006)
- Немој овако (2007)
- (2009)
- Хока Хеј (2009)
- Једна жена (2013)
- У шаци ме имаш (2015)
- Љубав (2016)
- Вртиш ме у круг (2016)
- Део по део (2017)
- Веруј (2017)
- Бајка (2020)
- Млечни пут (2020)
- Одавде до вечности (2020)
- Пољуби ме (2020)

## Фестивали
Опатија:
- Аутобус Калипсо (Ретроспектива песама са Опатијског фестивала), 2015